# LyondellBasell Tower
La LyondellBassell Tower est un gratte-ciel de 207 mètres construit en 1978 à Houston aux États-Unis. C'est le quartier général de LyondellBasell.